# Derbi de Surinam
El Derbi de Surinam, conocido también como "Clásico de Surinam" es el encuentro disputado entre los dos clubes más laureados del país; Transvaal y Robinhood, ambos provenientes de Paramaribo.
Esta rivalidad nace desde los principios del fútbol en Surinam en donde ambos clubes disputaban cada campeonato y posteriormente el prestigio internacional que ambos alcanzarían principalmente desde 1968 a 1986 disputando y obteniendo títulos internacionales como la Liga de Campeones de la Concacaf.
Son los únicos clubes en todo Surinam y Sudamérica (Surinam geográficamente pertenece a Sudamérica) en haber llegado a una final o conquistado la Liga de Campeones de la Concacaf, el Transvaal ha participado en 15 ediciones y a alcanzado la final en 6 ocasiones, ganó el trofeo en dos oportunidades (1973 y 1981) y terminó como subcampeón en otras 4 ocasiones (1968, 1974, 1975 y 1986), mientras que el Robinhood ha participado en 13 ediciones y a alcanzado la final en 5 ocasiones perdiendo absolutamente todas ellas (1972, 1976, 1977, 1982 y 1983) siendo el equipo que más veces perdió la final en la historia de la competencia.

## Comparativa entre clubes

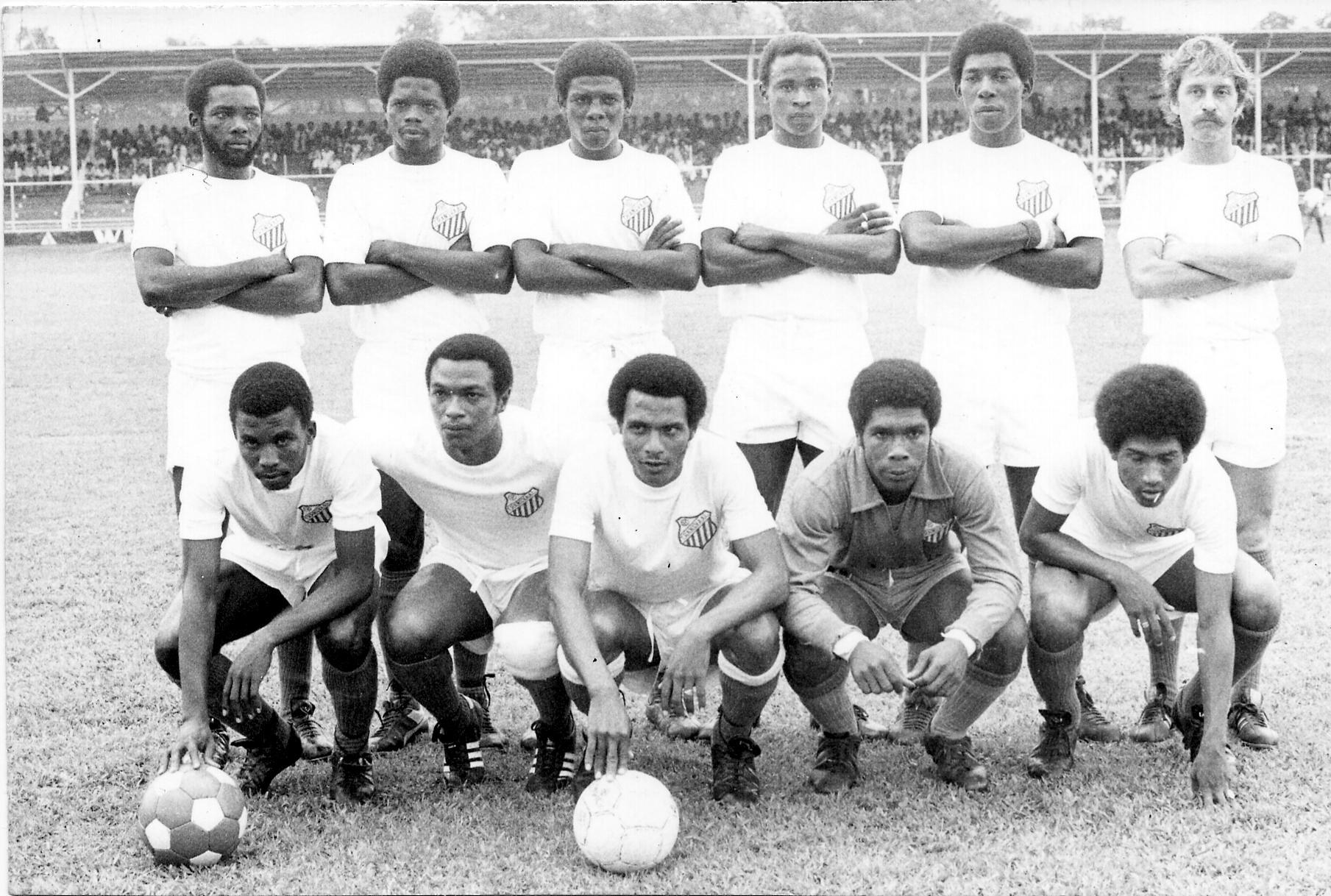
Equipo titular en la goleada 6-0 del Transvaal en 1975

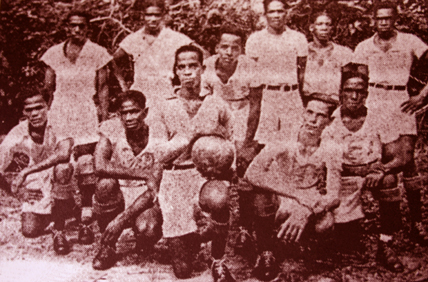
Equipo titular de Robinhood 1946

### Datos generales
| Asunto                                                        | Transvaal          | Robinhood          |
| ------------------------------------------------------------- | ------------------ | ------------------ |
| Nombre del club en su fundación                               | SV Transvaal       | SV Robinhood       |
| Año de fundación del club                                     | 1921               | 1944               |
| Capacidad del estadio                                         | 7.500 espectadores | 7.500 espectadores |
| N.º de temporadas en Primera División                         | 92                 | 67                 |
| N.º de temporadas en Segunda División                         | 1                  | 3                  |
| N.º de temporadas en Tercera División                         | 0                  | 2                  |
| N.º de veces que finalizó en el 1º puesto en Primera División | 15                 | 27                 |
| N.º de veces que finalizó en el 2º puesto en Primera División | 20                 | 11                 |
| N.º de veces que finalizó en el 3º puesto en Primera División | 10                 | 6                  |
| Descensos de categoría a Segunda División                     | 0                  | 1                  |
| Participaciones en torneos internacionales                    | 18                 | 14                 |
| Mejor ubicación en torneos internacionales                    | 1º                 | Subcampeón         |
| Peor ubicación en torneos internacionales                     | Primera Ronda      | Primera Ronda      |

### Palmarés
| Competición                | Transvaal | Robinhood |
| -------------------------- | --------- | --------- |
| Liga Surinamense           | 19        | 27        |
| Copa de Surinam            | 3         | 7         |
| Supercopa de Surinam       | 2         | 6         |
| Copa de Campeones CONCACAF | 2         | 0         |
| Total Títulos              | 26        | 40        |